# DOUBLE CALL
『DOUBLE CALL』（ダブルコール）は、緋色れーいちによるBL漫画。

## 概要
現在11巻まで出ている。『GUST』（桜桃書房）と『GUSH』（海王社）で連載。単行本は海王社から出版されている。
プロ野球・セントラルリーグ「清水オリオールズ」で活躍する選手たちの恋愛模様や人間関係を描く。BL漫画には珍しく、プロ野球を題材にしている。
現在、ドラマCDは7枚発売されている。

## 登場人物
堀田聖（ほった せい）声 - 結城比呂
清水オリオールズの投手。背番号19。波多野と同期。
千堂頼人（せんどう よりと）声 - 石田彰
清水オリオールズの内野手（元は捕手）。背番号10。ハルと同期。
塔馬巽（とうま たつみ）声 - 森川智之
清水オリオールズの捕手。背番号38。東京メッツから移籍。
国東洸一（くにさき こういち）声 - 鈴村健一
清水オリオールズの投手。背番号15。鴻波と同期。
鴻波司（こうなみ つかさ）声 - 陶山章央
清水オリオールズの捕手。背番号52。国東と同期。
秋吉城太郎（あきよし じょうたろう）声 - 小野健一
東京メッツの内野手。背番号19。
犬崎刀哉（けんざき とうや）声 - 中井和哉
千葉ウイングスの外野手。背番号25。
風祭礼二郎（かざまつり れいじろう）声 - 高木渉
清水オリオールズのオーナー。塔馬、萩野の幼馴染。
萩野（はぎの）声 - 小菅真美
日東スポーツ記者。塔馬&風祭の幼馴染。
波多野（はたの）声 - 細井治
内野手。背番号8。堀田と同期。
ハル声 - 鳥海浩輔
投手。背番号14。千堂と同期。